# Jan Zilius
Jan Zilius (* 1946) ist ein deutscher Rechtsanwalt und Manager.

## Leben
Zilius studierte an der Universität des Saarlandes und der Albert-Ludwigs-Universität Freiburg Rechtswissenschaft. Seit 1976 ist er als Rechtsanwalt tätig. Zwischen 1980 und 1990 war er Justiziar bei der IG Bergbau und Energie in Bochum. Danach war er bis 2007 Mitglied in verschiedenen Vorständen und Aufsichtsräten des RWE-Konzerns. 2015 sowie 2019 wurde er zum Vorsitzenden der Mindestlohnkommission berufen. Er war von 1983 bis 1990 ehrenamtlicher Richter am Bundesarbeitsgericht.